# Jan Włodzimierz Lgocki
Jan Włodzimierz Lgocki (ur. 2 stycznia 1889 w Kaliszu, zm. 13 grudnia 1954 w Warszawie) – polski wysoki urzędnik państwowy, przedsiębiorca, dyrektor naczelny ZUS.

## Życiorys

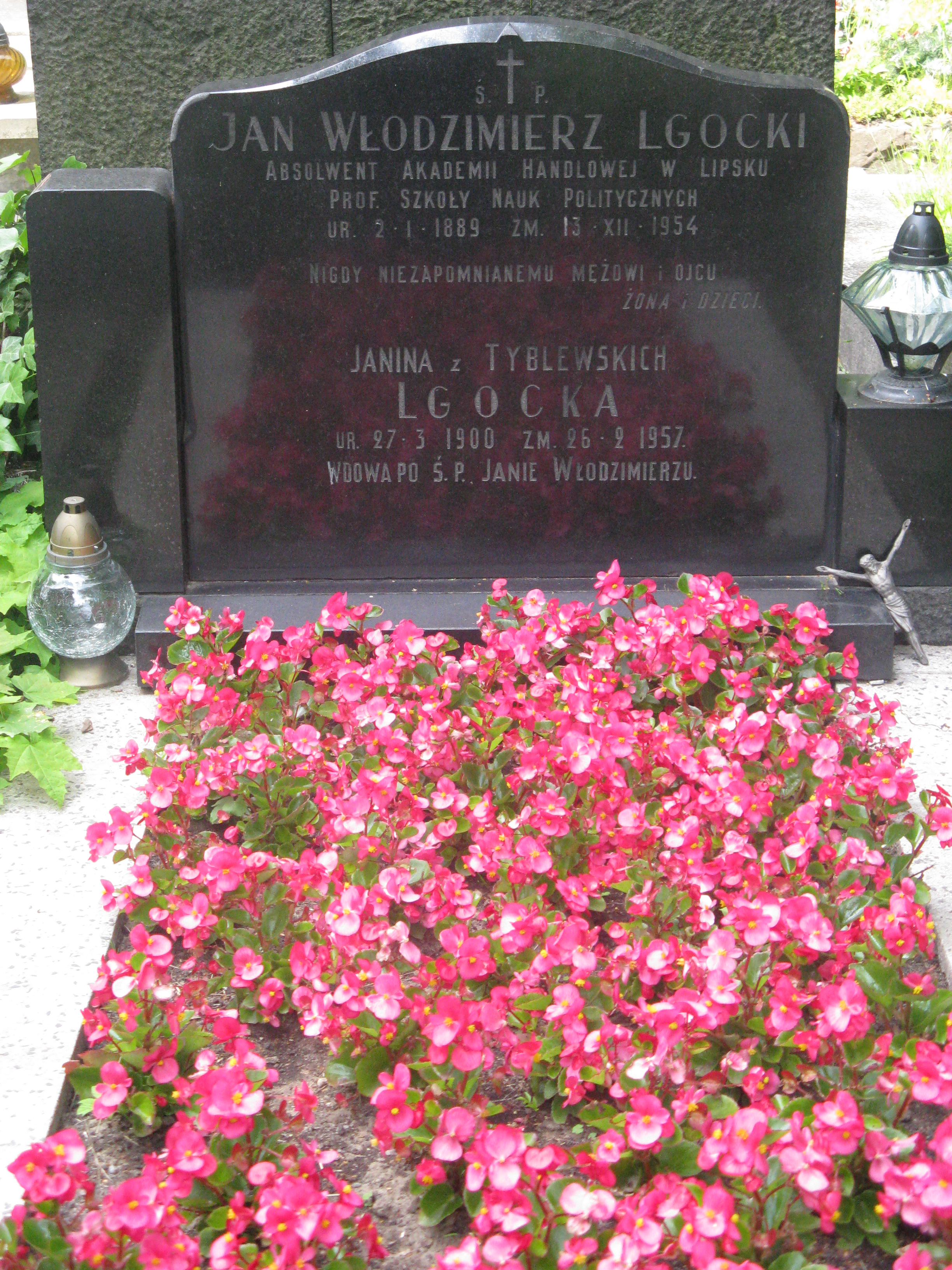
Grób Jana Włodzimierz Lgockiego na cmentarzu Powązkowskim

Urodził się 2 stycznia 1889 roku w Kaliszu, w rodzinie Stanisława i Marii ze Stachurskich. Uczył się w Kaliszu, działał w Związku Młodzieży Postępowej Szkół Średnich, jako jego działacz brał udział w strajku szkolnym w 1905 roku. Był zaangażowany w pracę robotniczych kółek oświatowych. W 1908 roku został przyjęty do Szkoły Handlowej Kupiectwa Łódzkiego, a od 1909 do 1911 roku studiował w Akademiach Handlowych w Wiedniu i Lipsku.
Po powrocie do Polski pracował w towarzystwach ubezpieczeniowych w Łodzi, a później w Warszawie. Był także wykładowcą przedmiotów handlowych i księgowości w Wyższej Szkole Handlowej i w Szkole Nauk Politycznych w Warszawie oraz autorem pracy Wzory listów handlowych. Wciąż był również aktywnym działaczem ruchu związkowego pracowników umysłowych. W dwudziestoleciu międzywojennym zrezygnował z działalności związkowej, bez powodzenia kandydował w wyborach do Sejmu, a następnie zajął się pracą zawodową i pedagogiczną.
Od końca lat 20. pracował na wysokich stanowiskach w instytucjach ubezpieczeń społecznych, m.in. był komisarzem rządowym Okręgowego Związku Kas Chorych w Poznaniu. W latach 1930–1932 wykładał też w Wyższej Szkole Handlowej w Poznaniu. W 1932 roku pracował w Ministerstwie Opieki Społecznej, nadzorując system ubezpieczeń społecznych, a od 1935 roku był pierwszym dyrektorem naczelnym nowo powstałego Zakładu Ubezpieczeń Społecznych. Po konflikcie z ministrem opieki społecznej Marianem Zyndram-Kościałkowskim został odwołany w 1938 roku. Po odejściu z ZUS pracował w bankowości i przemyśle, m.in. zasiadał w zarządach i radach nadzorczych państwowych przedsiębiorstw, w tym zbrojeniowych. W 1938 roku założył także własną firmę, którą kierował do 1944 roku. Po II wojnie światowej wrócił na wysokie stanowiska kierownicze w państwowym przemyśle.
Od 11 lipca 1921 roku był mężem Janiny z Tyblewskich (1900–1957).
Zmarł 13 grudnia 1954 roku w Warszawie. Pochowany na cmentarzu Powązkowskim (kwatera 103-3-28).

## Ordery i odznaczenia
- Krzyż Niepodległości (22 grudnia 1931)[4]
- Krzyż Oficerski Orderu Odrodzenia Polski (11 listopada 1936)[5]